# ブレヒェン (ヘッセン)
ブレヒェン (ドイツ語: Brechen) は、ドイツ連邦共和国ヘッセン州ギーセン行政管区のリムブルク＝ヴァイルブルク郡に属す町村である。

## 地理

### 位置
ブレヒェンはタウヌス山地とヴェスターヴァルトとの間、リムブルク盆地南東部に位置している。この森に乏しい黄土丘陵地を南東から北西に向かってエムスバッハ川が流れている。この川はニーダーブレヒェン付近でヴェルスバッハ川を容れ、ラーン川に注いでいる。この地域は南に隣接するイトシュタインの窪地と合わせて地元では「ゴルデナー・グルント」（直訳: 黄金の土地）と呼ばれる。これは良好な気候と肥沃な土壌を表している。

### 隣接する市町村
ブレヒェンは、北西は郡庁所在地のリムブルク・アン・デア・ラーン、北はルンケル、北東はフィルマー、南東はゼルタース (タウヌス)、南西はヒュンフェルデンと境を接している（いずれもリムブルク＝ヴァイルブルク郡）。

### 自治体の構成
ブレヒェンの町は、3地区で構成されている。
- ニーダーブレヒェン、行政機関の所在地で最大の地区
- オーバーブレヒェン
- ヴェルシャウ

## 歴史
ニーダーブレヒェンおよびオーバーブレヒェンの最初の文献記録は、772年8月12日付けのロルシュ修道院の寄進文書に Brachina (an der Berglehne) という名で記述されている。その後この村はトリーアの聖マクシミン修道院の所有となった。この村の所有権は、何世紀もの間、トリーア選帝侯とモルスベルク伯との間で行き来した。
この村は、トリーア選帝侯領の、広域交易路ケルン - フランクフルト（ヴィア・プブリカ）沿い、フランクフルト方面前哨地域として重要であった。ニーダーブレヒェンは、中世に都市権を有していた時期があり、市壁の一部が現存している。
町内に位置するベルガー教会はカロリング朝の時代から存在しており、この地域の母教会であった。この教会は廃村となったベルゲンの村の教会であり、1354年から1490年に衰退した。最初の記録は910年に遺されている。現在の建物の一部は1000年前にまで遡る。
ヴェルシャウ地区は、1235年に初めて文献に記録されている。
町域は1802年にナッサウ公国のナッサウ＝ヴァイルブルク侯領となったが、1866年10月1日にプロイセンに併合された。
3つの村は1886年からリムブルク郡に、1974年からリムブルク＝ヴァイルブルク郡に属した。
自治体ブレヒェンは、ヘッセン州の地域再編に伴い形成された。まずニーダーブレヒェンとヴェルシャウが1971年12月31に合併してブレヒェンが新設された。オーバーブレヒェンは、1974年7月1日の州法発効によりこれに加わった。

## 行政

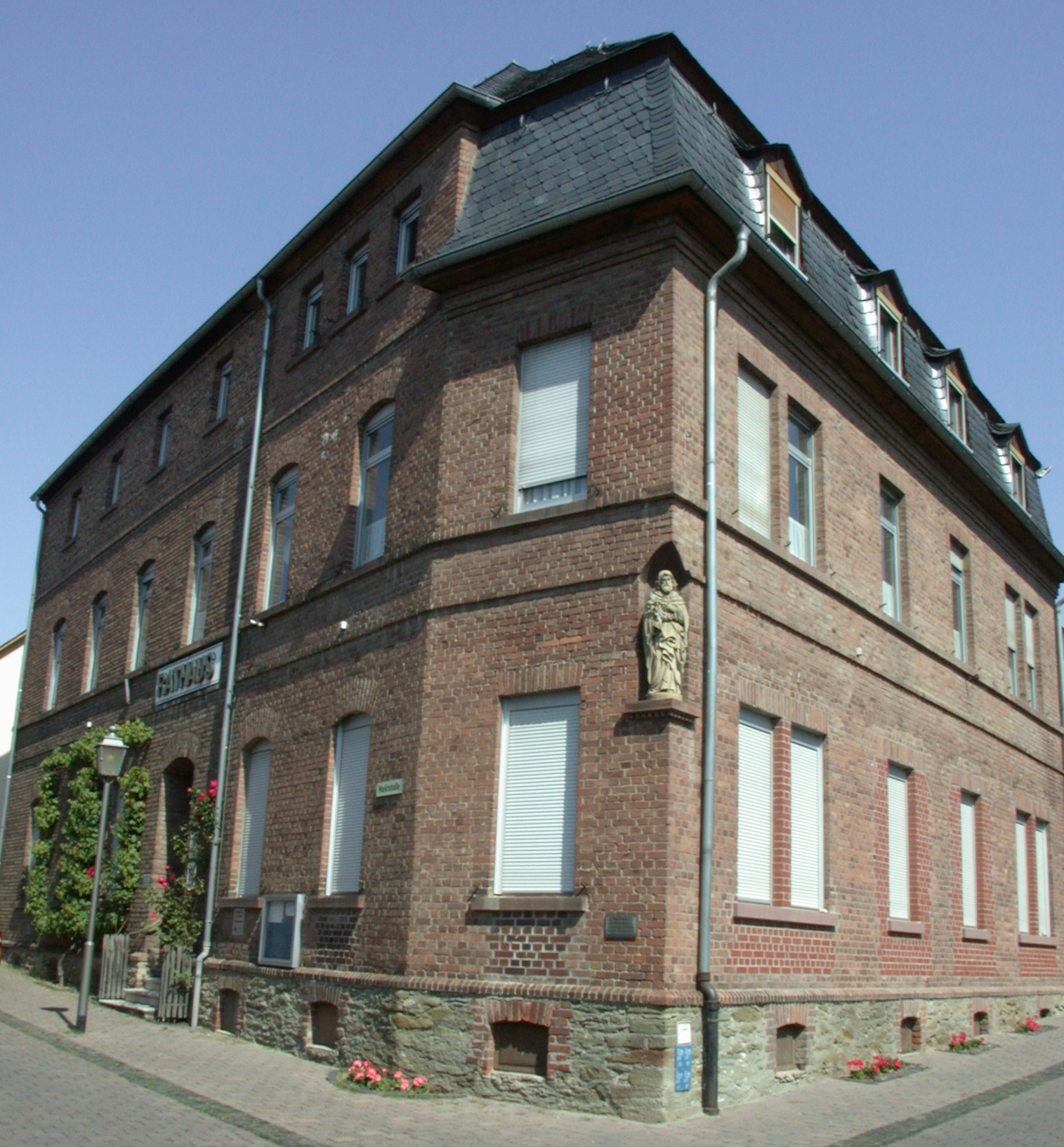
ブレヒェンの町役場

### 議会
ブレヒェンの議会は31議席からなる。

### 首長
ヘッセン州の自治体法によれば、首長は町参事会の代表者である。ブレヒェンでは参事会は首長の他7人の名誉職の会員からなる。町長は、無所属のフランク・グロースが2016年12月1日から務めている。前任者は以下の通りである・
- 2016年まで　ヴェルナー・シュレンツ
- 2004年まで　ベルンハルト・ケーニヒシュタイン

### 紋章
ブレヒェンの紋章は四分割された地に3つの地区の教会守護聖人の象徴である熊（聖マクシミン）、ドラゴン（聖ゲオルギオス）、バラ（聖七兄弟）およびかつてトリーア選帝侯領であったことを示す赤いトリーアの十字が描かれている。

## 文化と見所

### 建築

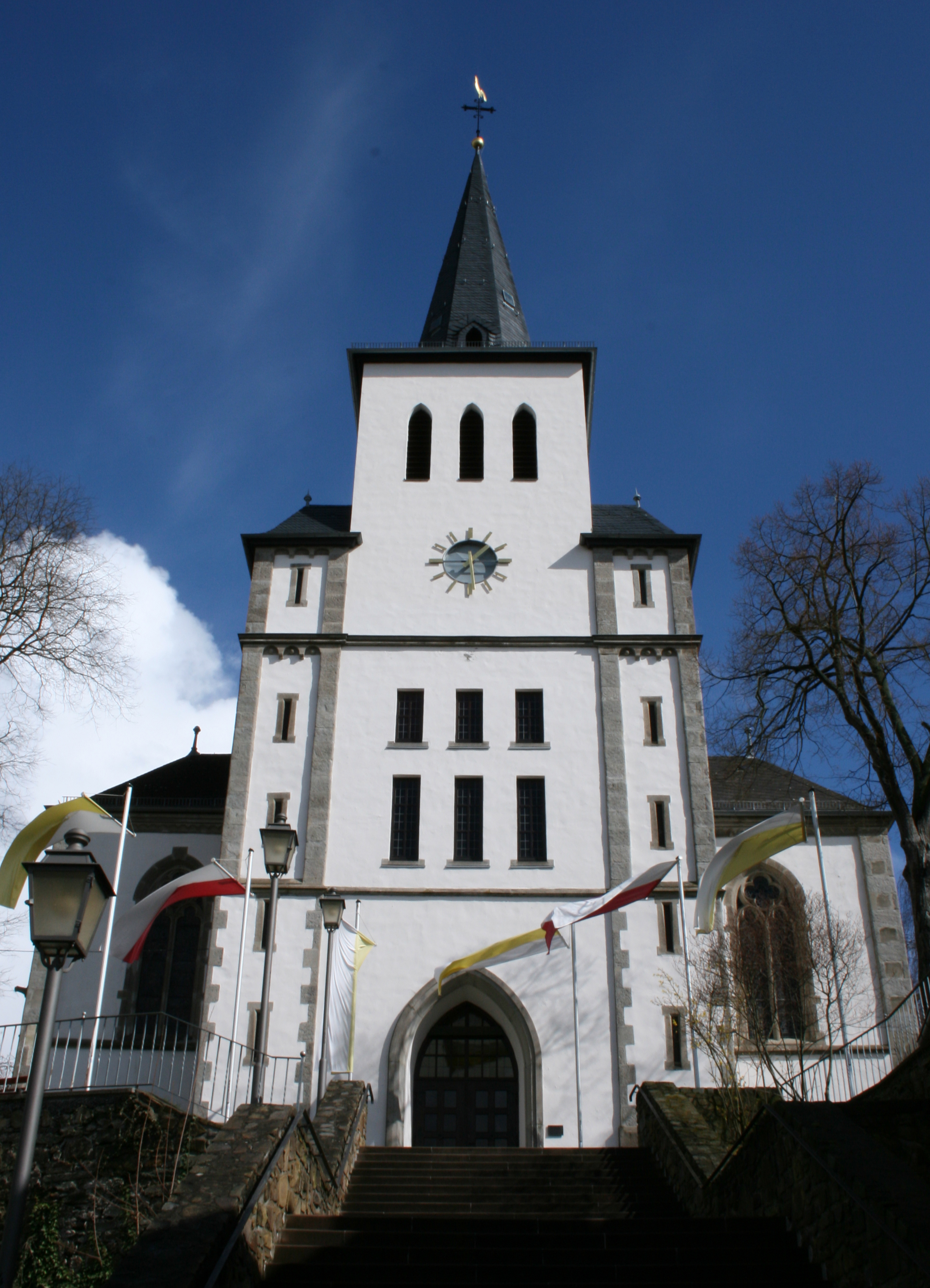
ニーダーブレヒェン: 聖マクシミン教会の入り口
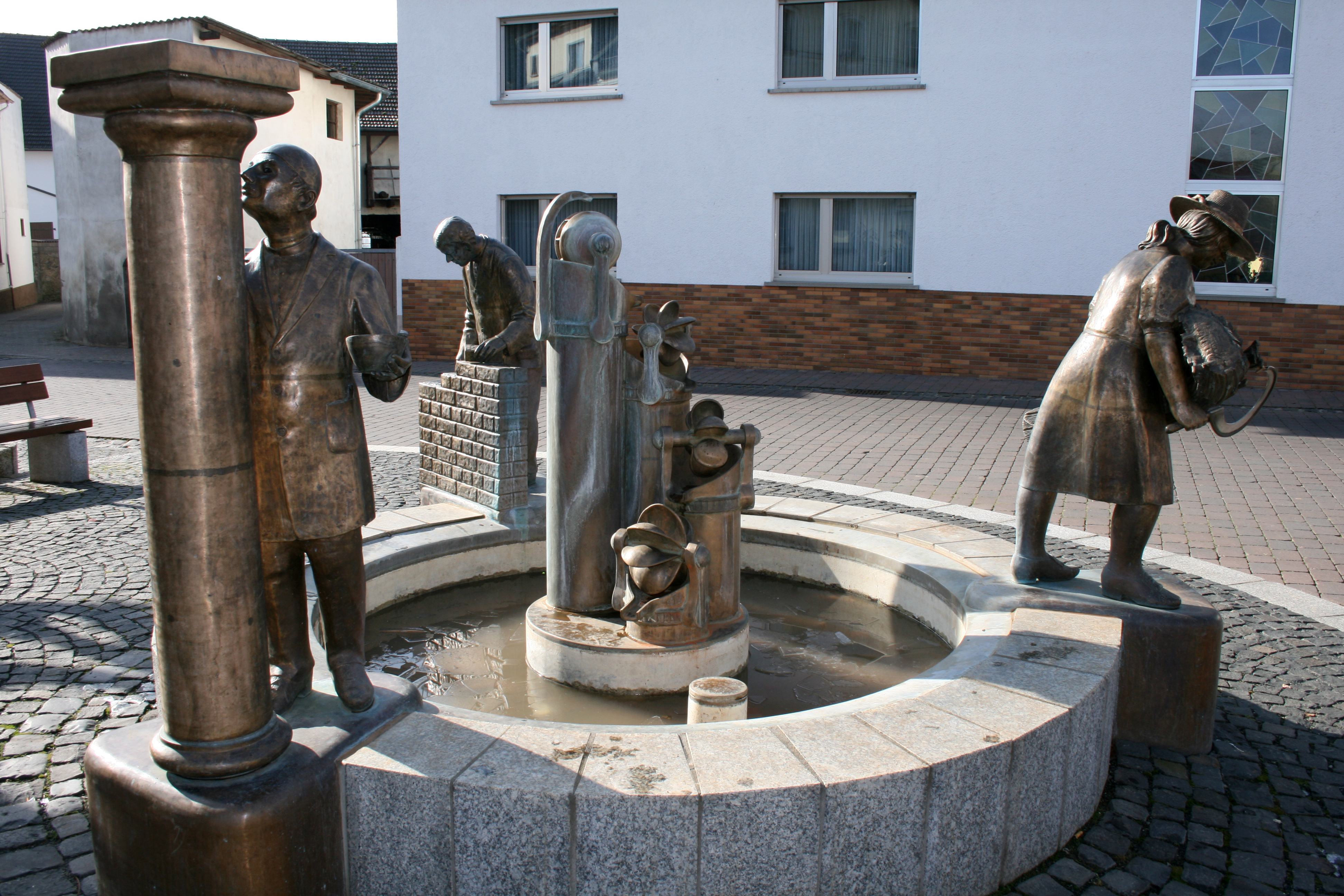
オーバーブレヒェン: デンクマール広場の泉
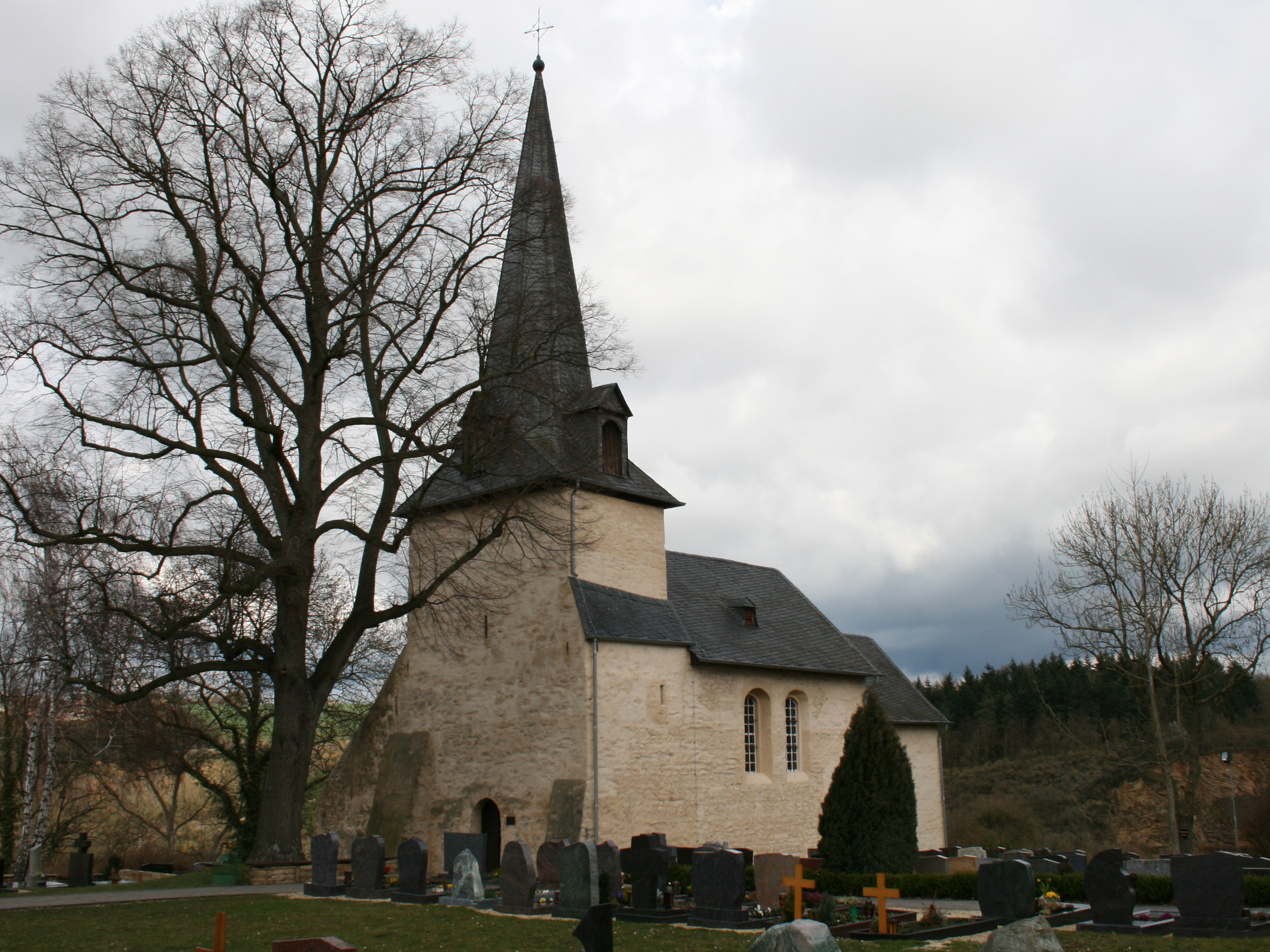
ヴェルシャウ: ベルガー教会
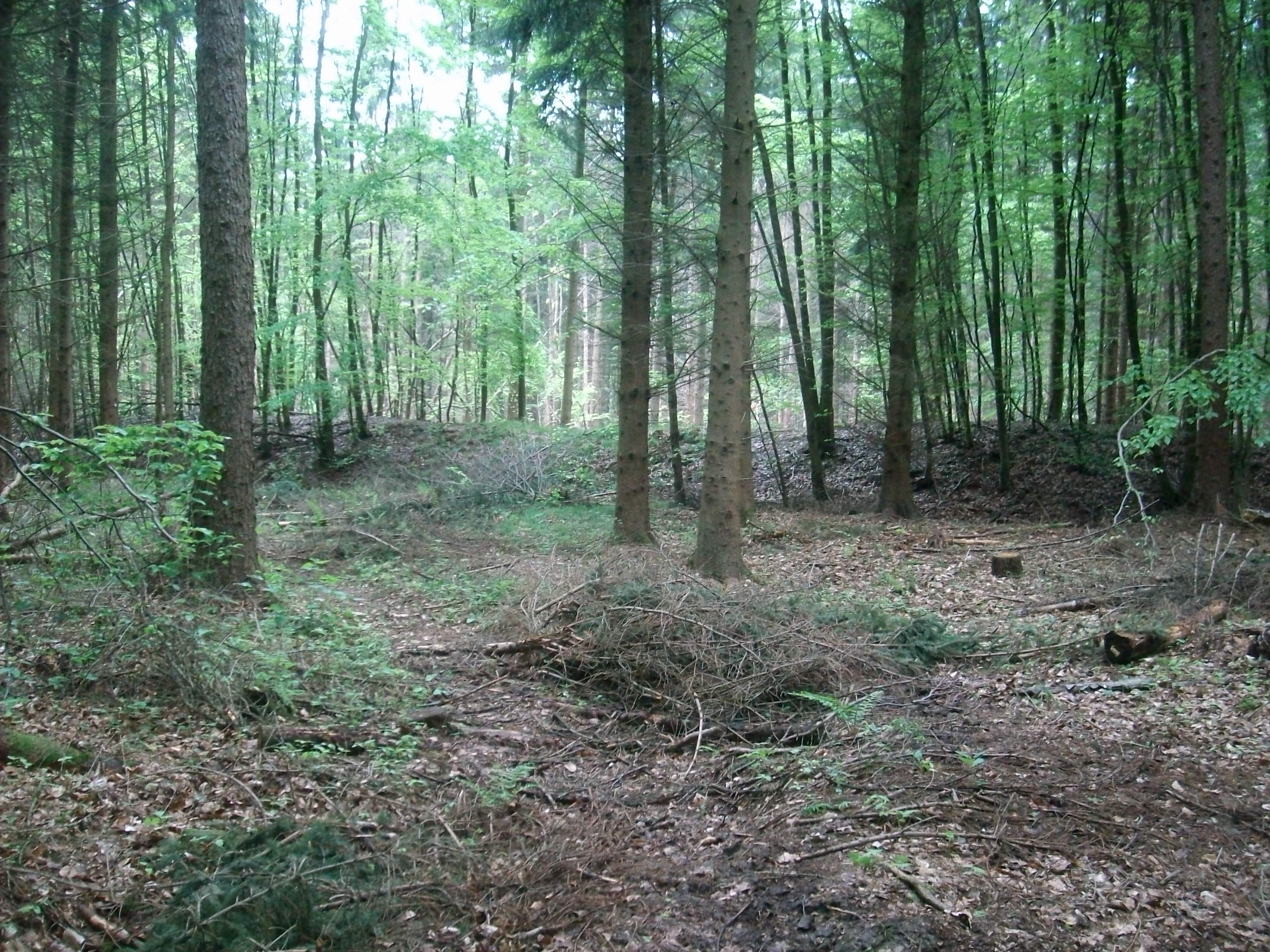
オーバーブレヒェン近郊のローマ時代の基地「アルテブルク」
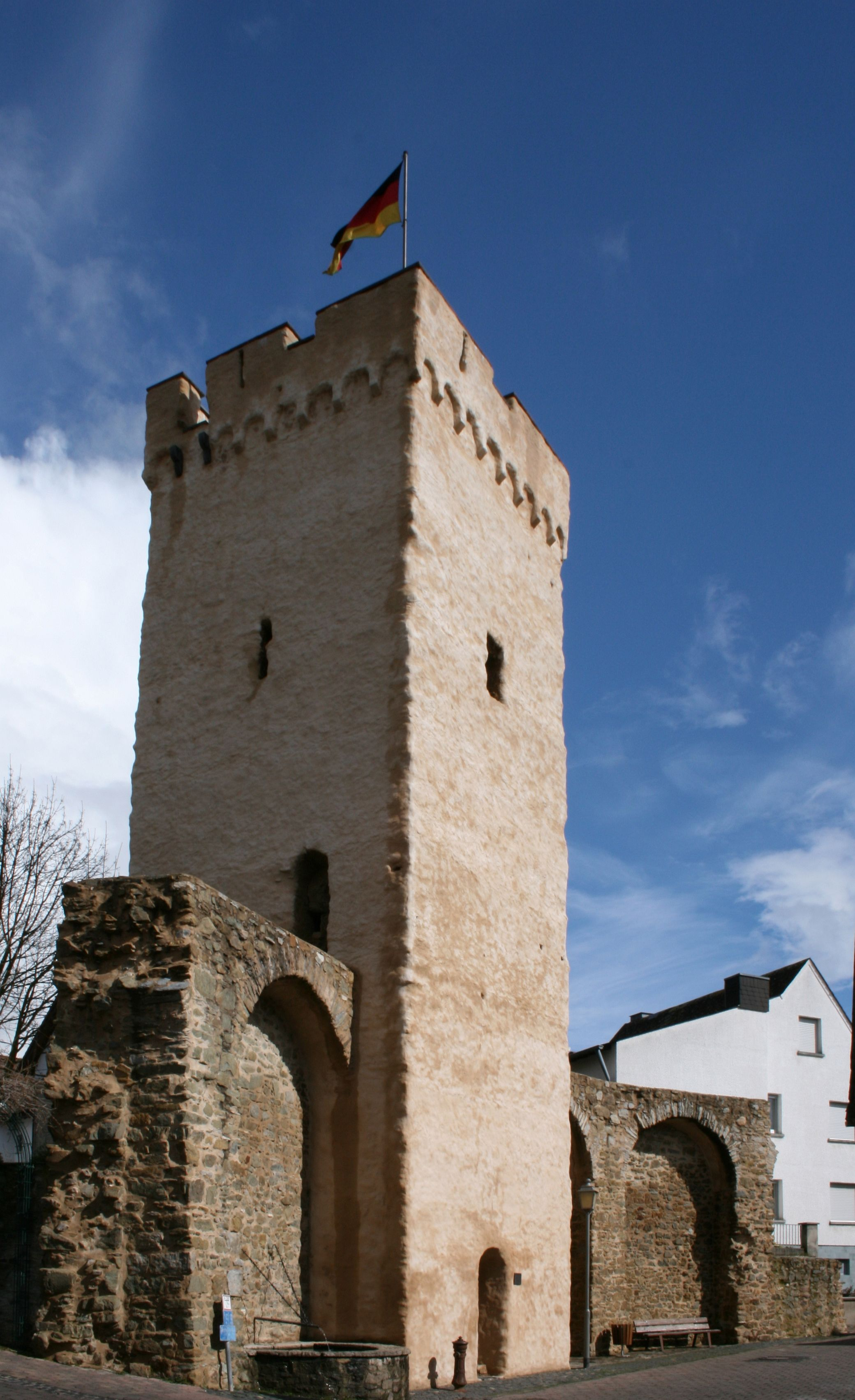
ニーダーブレヒェンのゲファンゲネン塔

## 経済と社会資本
かつて主要産業であった農業は現在も重要であり、町域の約 70 % を従業員数10人以下の専業農家が利用している。しかし、ブレヒェンは住宅地に移行しており、労働者の 90 % が近隣都市、主にライン＝マイン地域で収入を得ている。

### 交通
ブレヒェンは 6 km 離れたアウトバーン A3号線のリムブルク南インターチェンジで広域道路網に接続している。町内を連邦道 B8号線が通っている。
オーバーブレヒェンとニーダーブレヒェンには、フランクフルト (マイン) からリムブルク (ラーン) に至るマイン＝ラーン鉄道の駅がある。
高速鉄道 ケルン - ライン/マイン線がヴェウスバッハタール橋で町域を横切っている。路線距離で約 5 km 離れたリムブルク南駅にはフランクフルト (マイン) やケルン（およびさらに遠方）に向かう列車がほぼ1時間間隔で運行している。
ヘッセン広域自転車道 R8号線がニーダーブレヒェンとオーバーブレヒェンを通っている。

### 教育
この町にはニーダーザクセンに実科学校課程を持つ基礎課程・本課程学校「シューレ・イム・エムスバッハタール」があり、オーバーブレヒェンにオーバーブレヒェン基礎課程学校がある。上級学校は隣接するリムブルクに進学する。

### 施設
- ニーダーブレヒェン幼稚園、イン・デア・シュライ 45
- ニーダーブレヒェン幼稚園、ヴェスターヴァルト通り 1-3
- オーバーブレヒェン幼稚園
- ヴェルシャウ幼稚園
- ニーダーブレヒェン消防団
- オーバーブレヒェン消防団
- ヴェルシャウ消防団
- カトリックのニーダーブレヒェン図書館
- カトリックのオーバーブレヒェン図書館
- カトリックのヴェルシャウ図書館

## 人物

### ゆかりの人物
- ペーター・ヨーゼフ・ブルーム（ドイツ語版）（1808年 - 1884年）リムブルク司教。短期間であるが、オーバーブレヒェンの司祭を務めた。

## 関連図書
- Christoph Waldecker (2014). 1363: Verleihung der Stadtrechte an Niederbrechen. Niederbrechen, die Region und das städtische Leben im Spätmittelalter. Mit Überlegungen zu Niederbrechens Verlust der Stadtrechte. Brechen (Schriftenreihe Gemeindearchiv Brechen 11).
- Hessische Bibliographie での "Brechen" 検索結果リスト